# Communauté de communes du plateau du Lizon
La communauté de communes du plateau du Lizon est une ancienne communauté de communes française, située dans le département du Jura et la région Franche-Comté.

## Historique
Le 1er janvier 2011, elle est incorporée dans la Communauté de communes Haut-Jura Saint-Claude.

## Composition
La communauté de communes regroupait sept communes :
- Cuttura
- Lavans-lès-Saint-Claude
- Leschères
- Ponthoux
- Pratz
- Ravilloles
- Saint-Lupicin

## Administration

### Liste des présidents
| Période | Période | Identité         | Étiquette   | Qualité                                        |
| ------- | ------- | ---------------- | ----------- | ---------------------------------------------- |
| 1992    | 2001    | Denis Vuillermoz | DVG puis PS | Maire de Saint-Lupicin (1989 → 2001)           |
| ?       | 2010    | Philippe Passot  | DVG         | Maire de Lavans-lès-Saint-Claude (2001 → 2015) |